# Gérard Vandenberghe
Pour les articles homonymes, voir Vandenberghe.
Gérard Médard Cyriel Vandenberghe, de son nom d'abbaye Raymundus M., né le 22 janvier 1915 à Handzame et mort le 14 avril 1998 à Courtrai, est un homme politique belge. Il fut membre du CVP dès 1946.
Vandenberghe fut diplômé d'école normale, enseignant à Waregem (1939-1946).
Il fut élu conseiller communal (1970-) et bourgmestre (1971-) de Rollegem, sénateur provincial de la province de Flandre-Occidentale (1958-1977), membre de l'Union interparlementaire (1968-).
Il fut créé chevalier de l'ordre de la Couronne et de l'ordre de Léopold; médaille commémorative de la Campagne 1940-1945; capitaine-commandant de l'Armée de terre.

## Sources
- Bio sur ODIS